# Ibatiba
Ibatiba es un municipio brasilero del estado del Espírito Santo situado en la mesorregión Sur Espírito-Santense. Fue fundado el 7 de noviembre de 1981 y se localiza a 171 kilómetros de la capital del estado, Vitória. Actualmente, Ibatiba cuenta con una población estimada por el IBGE de 21.909 habitantes (2006) y 241 km² de área territorial. Su principal actividad económica es la agricultura, representada por el cultivo del café, iniciado también en el siglo XIX.